# Gur-e-Dokhtar
Gur-e-Dokhtar (perski: گور دختر, grób córki, grób dziewicy) – grobowiec pochodzący z V wieku p.n.e. Znajduje się w dolinie Bozpar w prowincji Buszehr w Iranie.

## Architektura
Wykonany z ciętych kamieni różnej wielkości. Składa się z komory grobowej z dwuspadowym dachem na trzystopniowej podstawie, każdy stopień o wysokości około 35 cm. Niezbyt duża prostokątna komora grobowca jest otwierana przez niski otwór drzwiowy (67 cm wysokości, 80 cm szerokości) znajdujący się po północnej stronie i na tyle duży, że mieści się w nim sarkofag. Płaski dach komory grobowej jest pokryty długą wklęsłą kamienną płytą, podobną do sklepienia, która pierwotnie była ukryta przed widokiem z zewnątrz przez wysokie kamienie szczytowe na obu końcach i mniejsze kamienie tworzące dwuspadowy dach na dłuższych bokach. Na górze ściany przedniej i tylnej można zobaczyć małą wnękę.
Grobowiec ten jest niezwykle podobny do grobowca Cyrusa Wielkiego w Pasargady, ze schodkową podstawą, prostokątną komorą grobową, dwuspadowym dachem. Grobowiec w Bozpar jest jednak wyraźnie mniejszy: tylko 4,45 m wysokości, podstawa 5,10 m długości i 4,40 m szerokości. Komora grobowa  ma 2,05 m wysokości, 2,20 m długości i 1,55 m szerokości.

## Datowanie i przeznaczenie
W 1962 roku Vanden Berghe zasugerował, że grobowiec został zbudowany w VII wieku p.n.e. i wstępnie przypisał go dziadkowi Cyrusa Wielkiego Cyrusowi I.
Początkowo zgodzono się z tą wczesną datacją, ale potem zaakceptowano wnioski C.Nylandera, który wykazał, na podstawie kształtu otworów na klamry i zaawansowanych technik łączenia kamiennych powierzchni, że budynek nie mógł zostać wzniesiony wcześniej niż w V wieku p.n.e.
To późniejsze datowanie doprowadziło do przypisania grobowca przez A. Sh. Shahbazi Cyrusowi Młodszemu, który zginął w bitwie pod Kunaksą w 401 roku p.n.e., i stwierdzenia, że został wzniesiony przez jego matkę, królową Parysatis.
Oprócz tego istnieją jeszcze inne hipotezy dla kogo zbudowano grobowiec, np: Atossa, Mandane, Teispes.

## Galeria

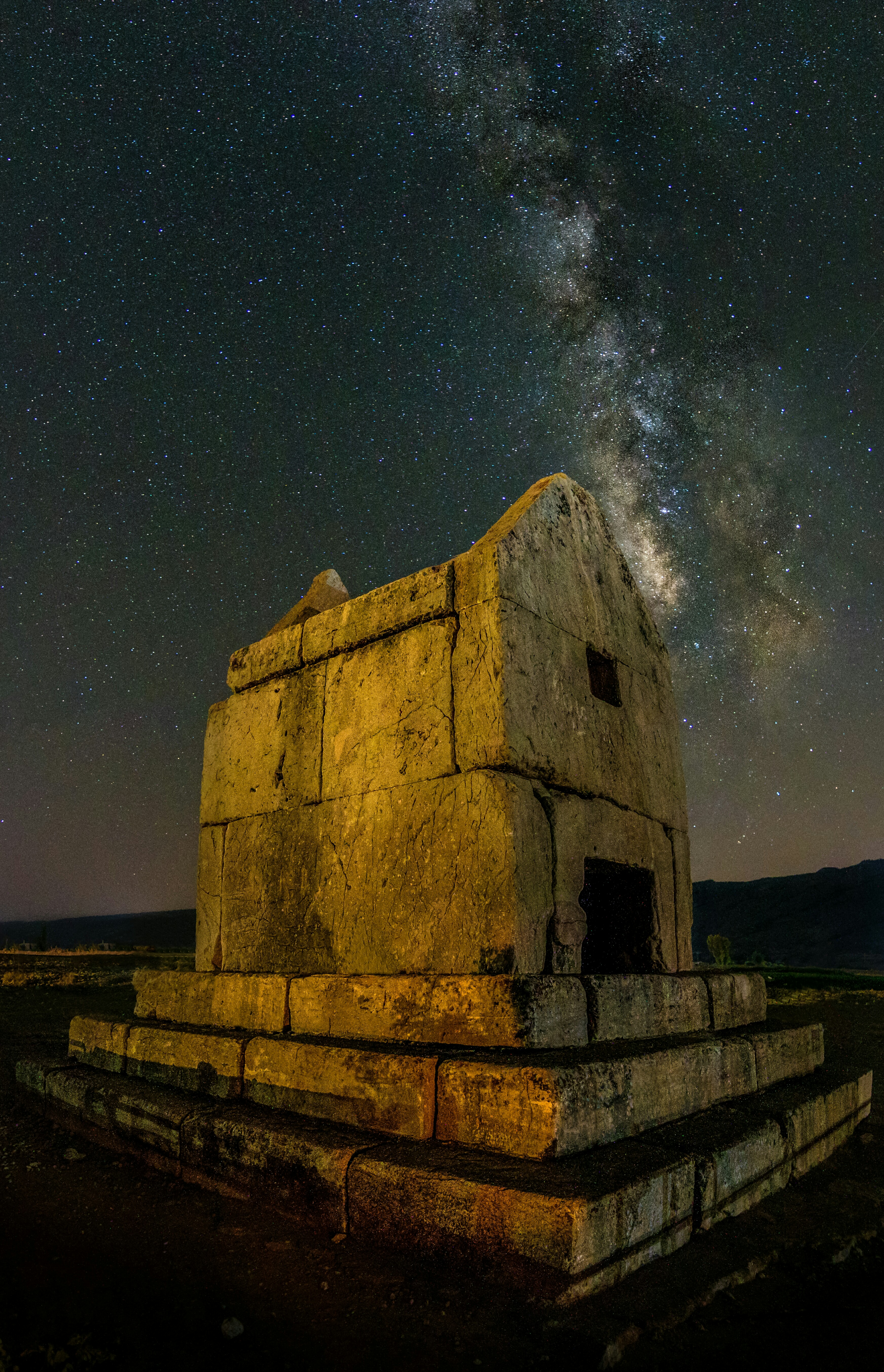
Gur-e-Dokhtar nocą
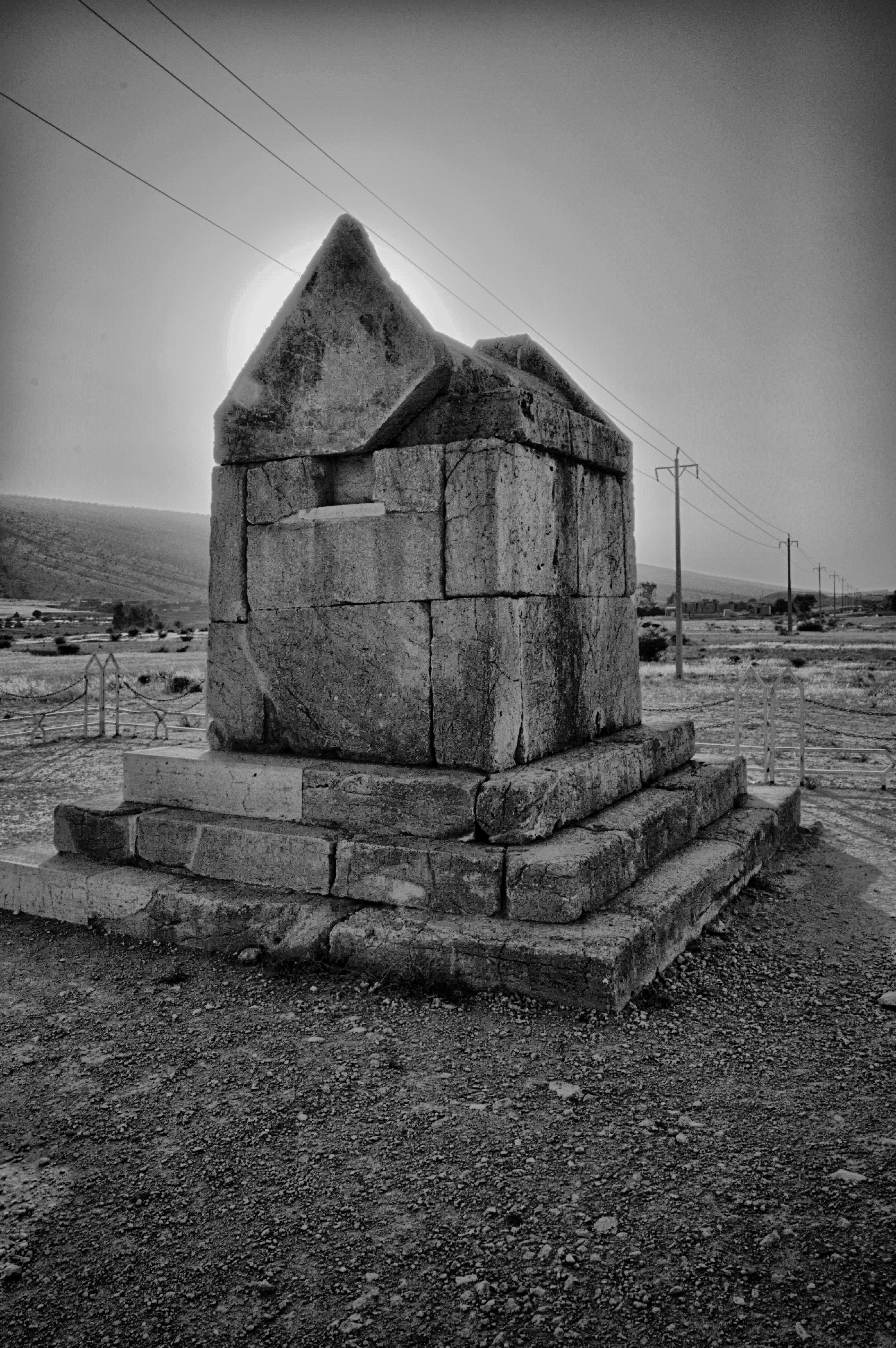
Gur-e-Dokhtar monochrom
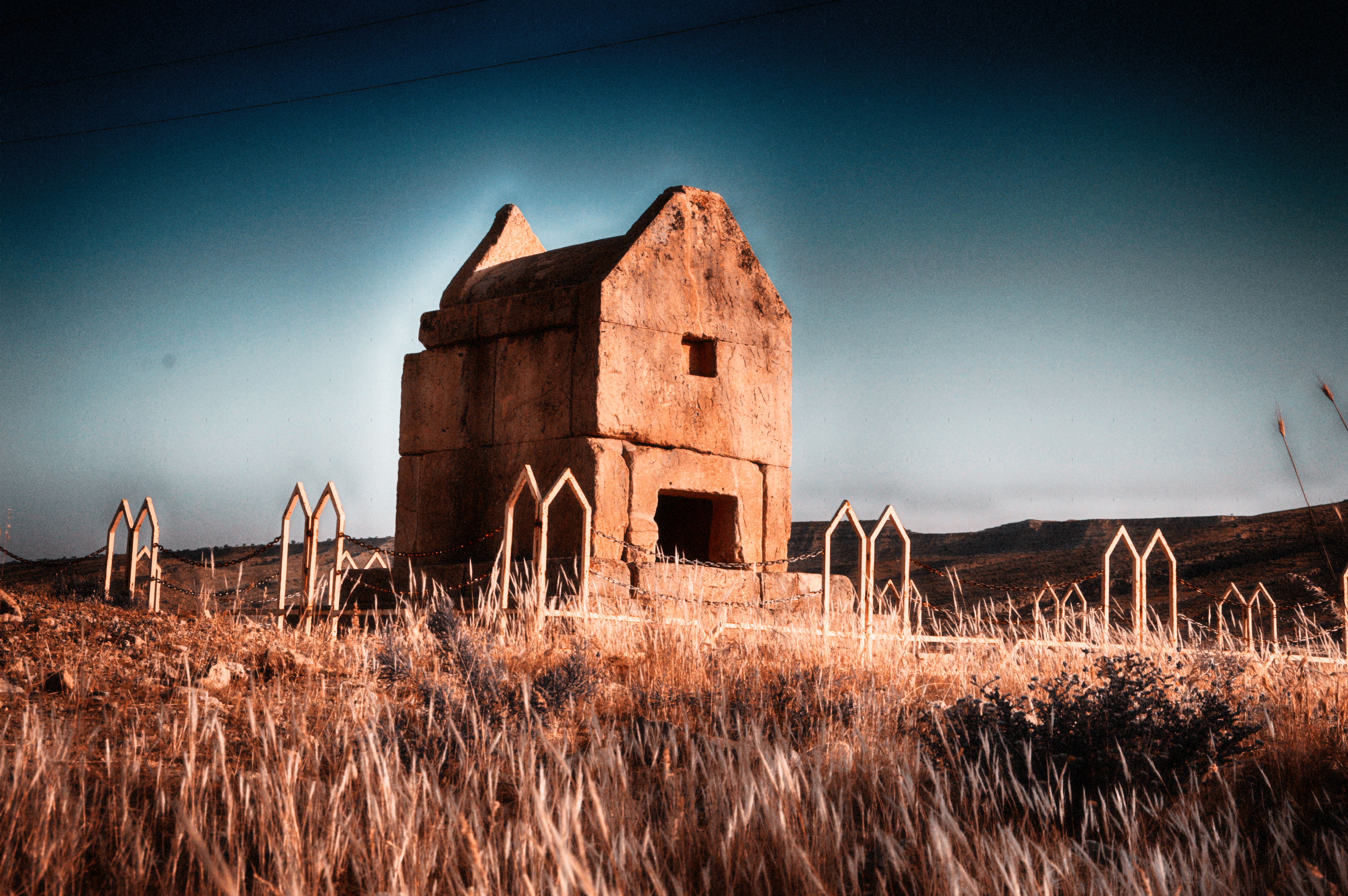
Gur-e-Dokhtar